# Reizendorf

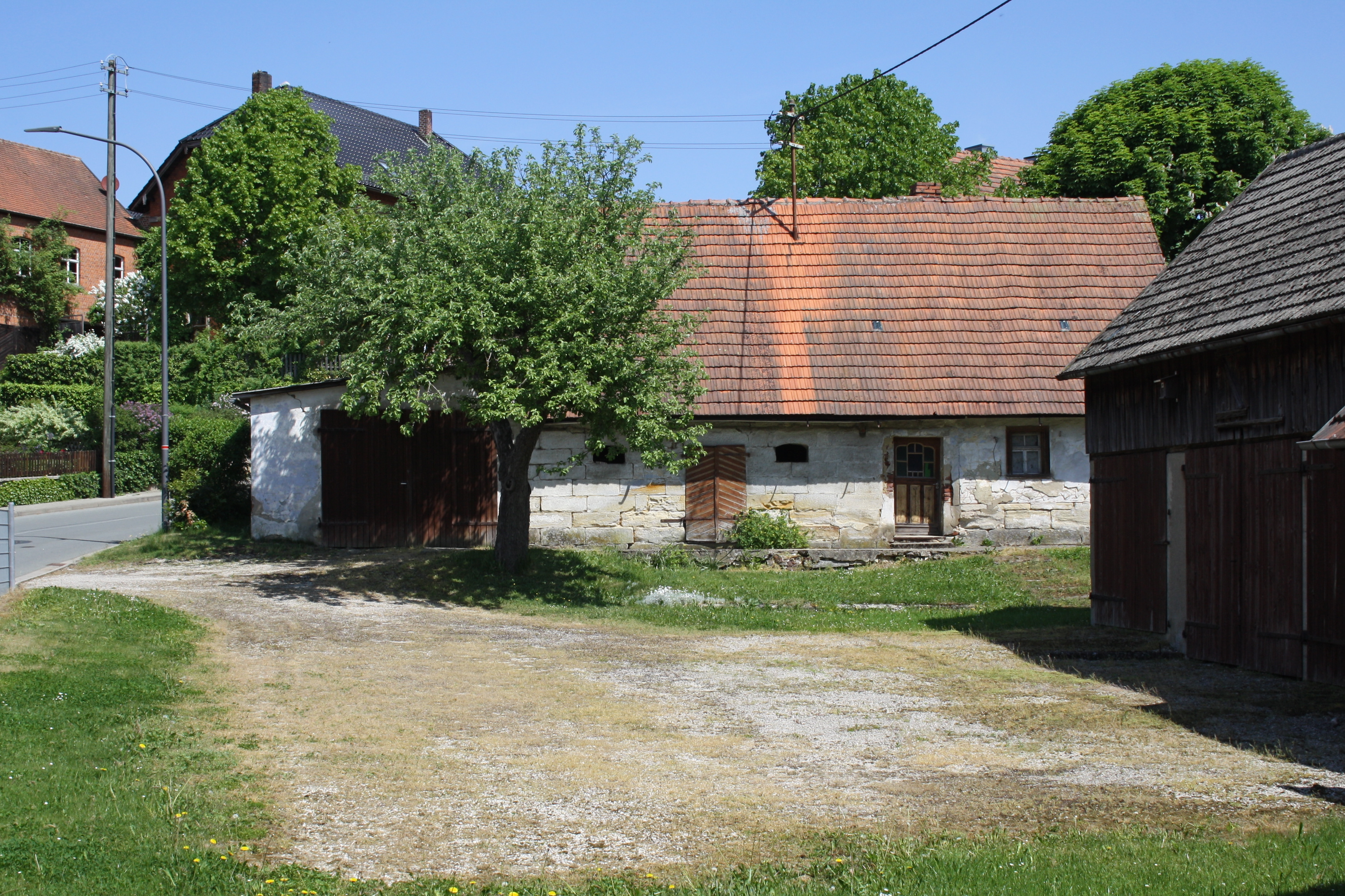
Bauernhaus in der Ortsmitte

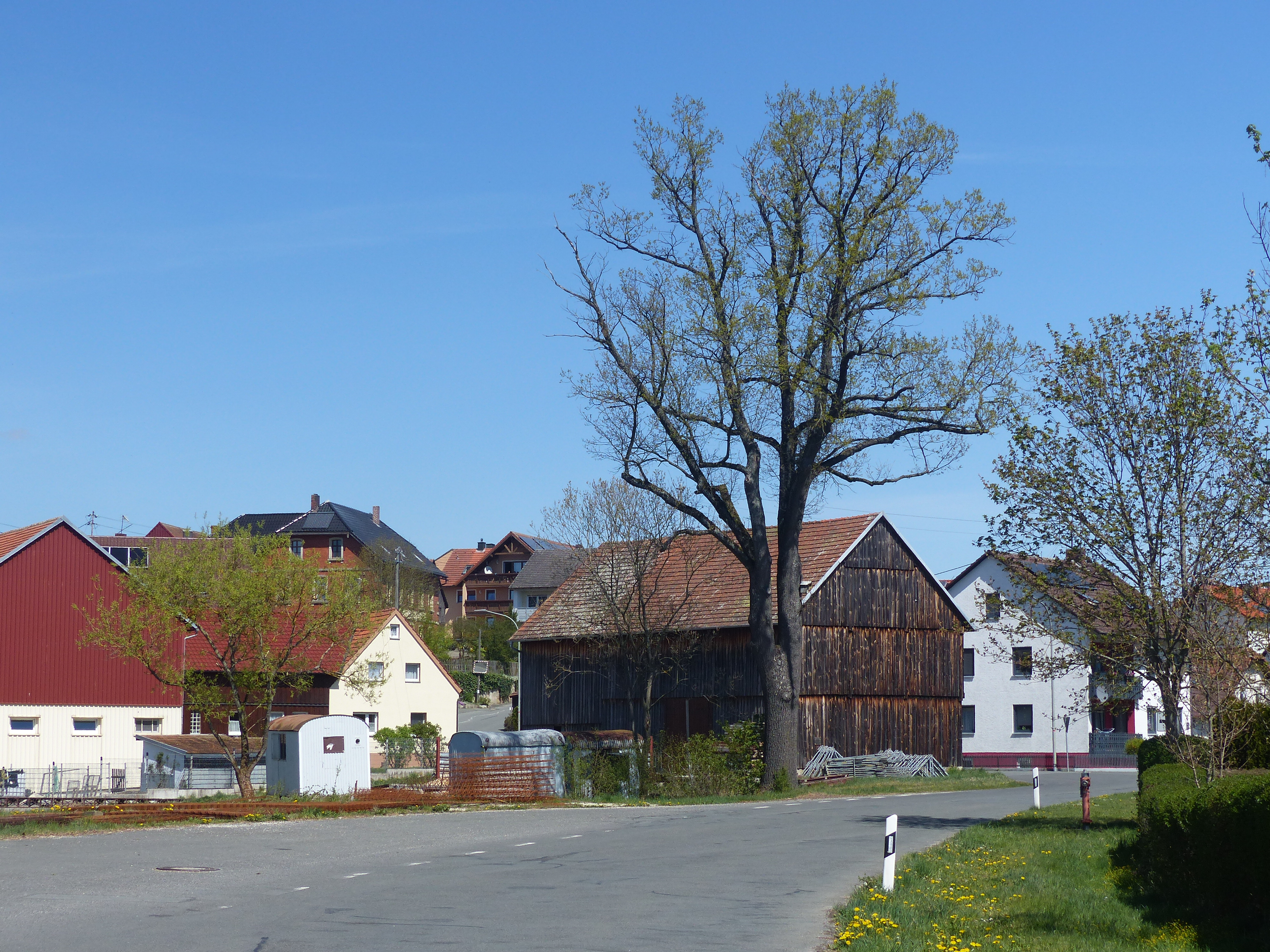
Südwestlicher Ortseingang

Reizendorf ist ein Gemeindeteil der Gemeinde Ahorntal im Landkreis Bayreuth (Oberfranken, Bayern). Die Gemarkung Reizendorf hat eine Fläche von 2,349 km². Sie ist in 716 Flurstücke aufgeteilt, die eine durchschnittliche Flurstücksfläche von 3280,28 m² haben. In ihr liegt neben dem namensgebenden Ort der Gemeindeteil Hundshof.

## Geografie
Das Dorf im nordöstlichen Bereich der Fränkischen Schweiz ist etwa zweieinhalb Kilometer von dem südwestlich liegenden Kirchahorn entfernt.

## Geschichte
Der Ort wurde um 1142 als „Richzendorf“ erstmals urkundlich erwähnt. Das Bestimmungswort des Ortsnamens ist der Personenname Rīchizo oder Rīchiza.
Bis zum Beginn des 19. Jahrhunderts unterstand die Dorfmarkung von Reizendorf der Landeshoheit des Hochstiftes Bamberg. Die im fränkischen Raum hierfür maßgebliche Dorf- und Gemeindeherrschaft wurde dabei von dessen Amt Waischenfeld in seiner Funktion als Vogteiamt ausgeübt. Auch die Hochgerichtsbarkeit stand diesem Amt zu, dies in seiner Rolle als Centamt. Als das Hochstift Bamberg infolge des Reichsdeputationshauptschlusses 1802/03 säkularisiert und unter Bruch der Reichsverfassung vom Kurfürstentum Pfalz-Baiern annektiert wurde, wurde damit auch Reizendorf zum Bestandteil der bei der „napoleonischen Flurbereinigung“ in Besitz genommenen neubayerischen Gebiete, was erst im Juli 1806 mit der Rheinbundakte nachträglich legalisiert wurde.
Durch die Verwaltungsreformen im Königreich Bayern wurde Reizendorf mit dem Zweiten Gemeindeedikt im Jahr 1818 eine Ruralgemeinde, zu der der Weiler Hundshof gehörte. Im Zuge der Gebietsreform in Bayern wurde die Gemeinde Reizendorf am 1. Januar 1972 ein Bestandteil der neu gebildeten Gemeinde Ahorntal.

## Verkehr
Unweit des westlichen Ortsrandes führt die Staatsstraße 2185 vorbei. Eine von dieser bei Hundshof abzweigende Gemeindeverbindungsstraße durchquert den Ort und führt über Vorder- und Hintergereuth zur St 2163. Weitere Gemeindeverbindungsstraßen führen nordostwärts nach Körzendorf und südwärts nach Freiahorn. Der ÖPNV bedient das Dorf an einer Haltestelle der Buslinien 388 und 396 des VGN. Die am schnellsten erreichbaren Bahnhöfe befinden sich in Creußen, Schnabelwaid und Pegnitz. Der nächste Fernbahnhof ist der Hauptbahnhof in Bayreuth.

## Baudenkmal
In Reizendorf steht ein gusseisernes Kruzifix, das aus der zweiten Hälfte 19. Jahrhundert stammt. 